# بزمجه گلولیمویی
 بزمجه گلولیمویی(نام علمی: Varanus baritji) نام یک گونه از سرده بزمجه است.